# Diadegma californicum
Diadegma californicum är en stekelart som beskrevs av Walley 1967. Diadegma californicum ingår i släktet Diadegma och familjen brokparasitsteklar. Inga underarter finns listade i Catalogue of Life.